# Джордисон, Джои
Нейтан Джонас Джордисон (англ. Nathan Jonas Jordison, 26 апреля 1975 года, Де-Мойн, Айова, США — 26 июля 2021 года), более известный как Джои Джордисон (Joey Jordison) — американский барабанщик, наиболее известный в качестве участника и одного из основателей ню-метал группы Slipknot. Джои на протяжении 18 лет (1995—2013) был ключевым участником группы, однако в 2013 году он покинул коллектив. В 2010 году согласно опросу среди читателей британского журнала Rhythm возглавил список 100 лучших ударников за последние 2 года. В 2013 году основал сайд-проект Scar The Martyr. В списке 50 лучших барабанщиков рока по версии журнала Classic Rock занимает 13 место.

## Биография
Большинство родителей сажает своих детей перед телевизором, когда они молоды, чтобы успокоить их или что-то подобное. Мои же всегда включали музыку — они сажали меня перед стерео. Я слушал Led Zeppelin, The Who, The Kinks, The Rolling Stones и Kiss. Kiss — одна из моих любимых групп, и Питер Крисс был одним из моих любимых барабанщиков в детстве. Также Джон Бонэм и Кейт Мун.
Его любовь к тяжёлой музыке началась в 1981 году после просмотра концерта Оззи Осборна. Джои сначала играл на гитаре в школьных группах, а барабанную установку получил как подарок от родителей в 1982 году, они попросили его спуститься в подвал и поискать кассету с Элтоном Джоном, а там он обнаружил целую барабанную установку.
Джордисон работал на музыкальном складе «Music Land» и на АЗС в Воуки, штат Айова, и играл в разных тяжёлых металлических группах в районе Де Мойна включая Anal Blast и Modifidious.
Modifidious была создана вместе с соседом по имени Тим. Это была группа, игравшая «спид-трэш-метал». Все 15 песен были написаны в быстром ритме.
Его основным проектом был Slipknot. Он присоединился к группе в мае 1995 года. А первыми песнями Slipknot, которые он услышал были «Slipknot», «Gently» и «Fur». В составе Slipknot он участвовал во время записи демо-альбома «Mate.Feed.Kill.Repeat.» (1996). Было выпущено и продано только 1000 копий. С выходом одноименного дебютного альбома группа стала по-настоящему известной, заняв 1-е место в чартах Billboard. Джордисон вместе с группой выступал на фестивалях Ozzfest во время турне 2001 года.
Следующий альбом Slipknot «Iowa» был выпущен в 2001 году, который дебютировал на 1-м месте в чартах Billboard и на 1-м месте в национальных чартах Великобритании и Канады. После долгого изнурительного турне группа на время прекратила деятельность.
В это время Джордисон ремикшировал песню «The Fight Song» группы «Marilyn Manson», а также снялся в клипе «Tainted Love». В 2002 году Джордисон, Джозеф Пулл ака Wednesday 13 и Трипп Эйзен основали хоррор-панк-группу Murderdolls.
В Murderdolls он играл без маски. Их первым альбомом стал Beyond the Valley of the Murderdolls. Пока она не приостановила свою деятельность для того, чтобы Джордисон смог вернуться в Slipknot. После этого Джордисон играет в Slipknot, а Murderdolls распались, так как Пулл начал сольную карьеру с проектом, названным его же прозвищем — Wednesday 13.
Вскоре после возвращения Джордисона в Slipknot, группа записала очередной альбом Vol. 3: The Subliminal Verses в 2004 году. Альбом добрался до первого места в Billboard и британских чартах.
Летом 2004 года на фестивале Download, Ларс Ульрих, барабанщик Metallica, заболел и не смог выступать. На концерте Джордисон заменял Ульриха. Джои играл большую часть сет-листа Metallica. В декабре 2004 года Джордисон заменял Фроста, участника норвежской блэк-метал-группы Satyricon во время их тура по Соединённым Штатам Америки, так как Фроста не пустили в страну. Он также был ударником Ministry во время тура в поддержку альбома «Rio Grande Blood».
Также он играл вместе с группой American Head Charge. 19 апреля 2007 года было объявлено, что Джои будет играть в туре с Korn около 5 месяцев, пока Дэвид Сильверия отправился в отпуск. В 2008 году Джордисон записал свой последний альбом в составе Slipknot, All Hope Is Gone.
Джои также занялся продюсированием, его первая работа — альбом Fire up the Blades группы 3 Inches of Blood.
В марте того же года состоялось воссоединение Murderdolls. Затем, 31 августа, последовал релиз Women & Children Last. Группа набирает новый состав. Murderdolls получают награду как «Лучшее возвращение года». Тур в поддержку их нового альбома закончился 24 апреля 2011 года, после чего наступает затишье. В итоге Джои сообщил, что его больше не интересует этот проект.
В 2013 году СМИ сообщили, что Джордисон покинул группу Slipknot по личным причинам.

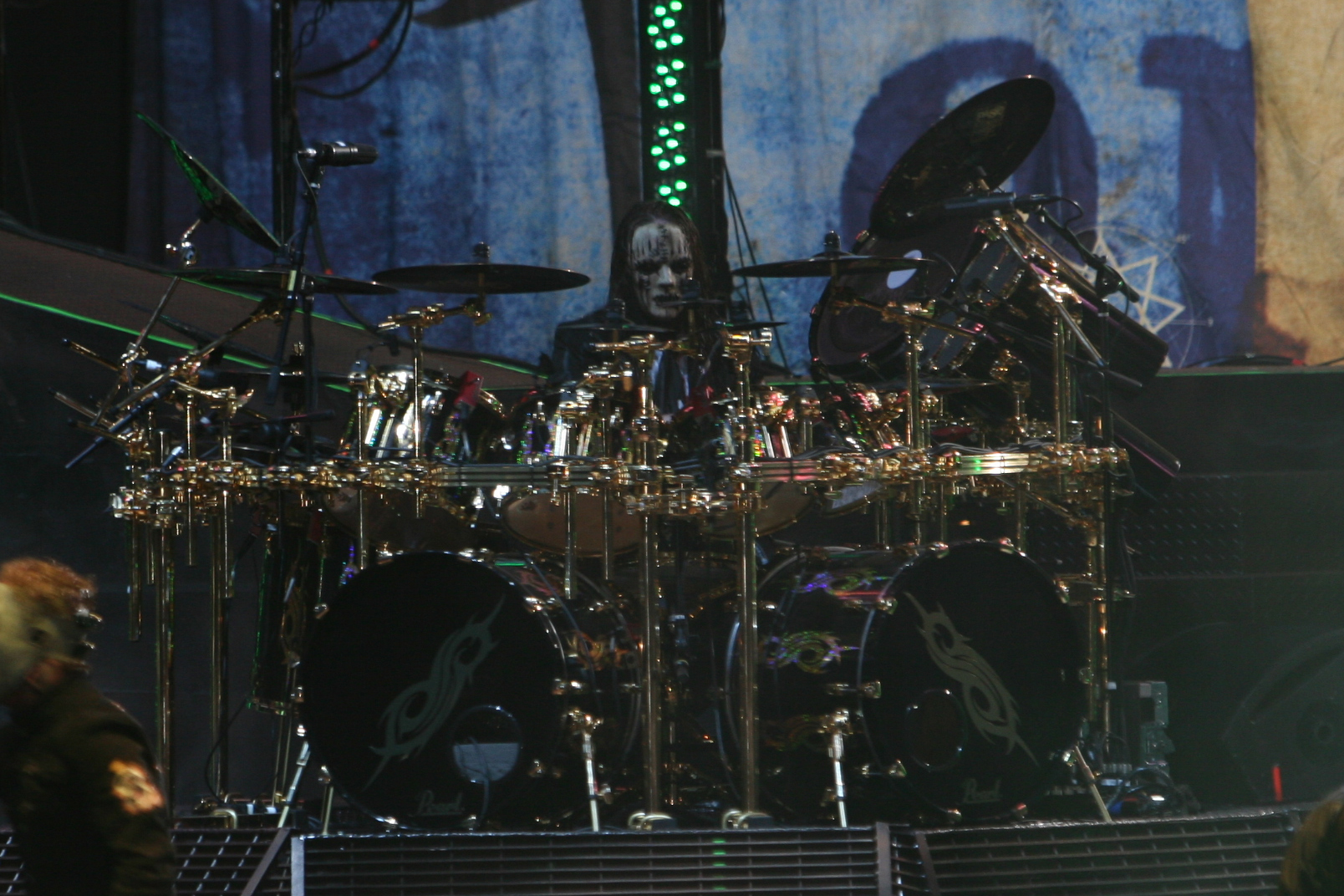
Джои Джордисон в маске на одном из концертов

13 июня 2016 года, на церемонии Metal Hammer Golden Gods в Лондоне, Джоуи Джордисон объяснил причину своего ухода из группы. Ею оказалась тяжёлая болезнь. Отбытие Джордисона из команды долгое время было скрыто завесой тайны: сам барабанщик и его бывшие соратники отказывались раскрывать подробности. Фронтмен группы Кори Тейлор объяснял это желанием «защитить» Джордисона, при этом открыто говорил, что с барабанщиком работать дальше было невозможно. «Я очень сильно заболел мерзкой болезнью под названием поперечный миелит. Я больше не мог играть. Это была форма рассеянного склероза, которого я бы не пожелал худшему врагу», — заявил Джордисон на Metal Hammer Golden Gods. Впоследствии Джордисон продолжил лечение, которое оказалось успешным.
Скончался во сне 26 июля 2021 года в возрасте 46 лет.

## Дискография
Modifidious
- Drown (1992)
- Visceral (1993)
- Mud Fuchia (1994)
- Sprawl (1995)

Slipknot
- Mate. Feed. Kill. Repeat. (1996)
- Slipknot (1999)
- Iowa (2001)
- Vol. 3: (The Subliminal Verses) (2004)
- 9.0: Live (2005)
- All Hope Is Gone (2008)
- Antennas to Hell (2012)

The Rejects
- Love Songs For People Who Hate (2012)

The Have Nots
- Demo[15] (1996)

Murderdolls
- Beyond The Valley Of The Murderdolls (2002)
- Women And Children Last (2010)

Roadrunner United
- The All-Star Sessions (2005)

Scar The Martyr
- Scar The Martyr (2013)

Sinsaenum
- Echoes of the Tortured (2016)
- Ashes (2017)
- Repulsion For Humanity (2018)

Гостевое участие
- House Of Secrets — Otep (2008)
- Fire Up The Blades — (3 Inches of Blood)
- Hellbilly Deluxe II — (Rob Zombie)